# Wiguleus Hund

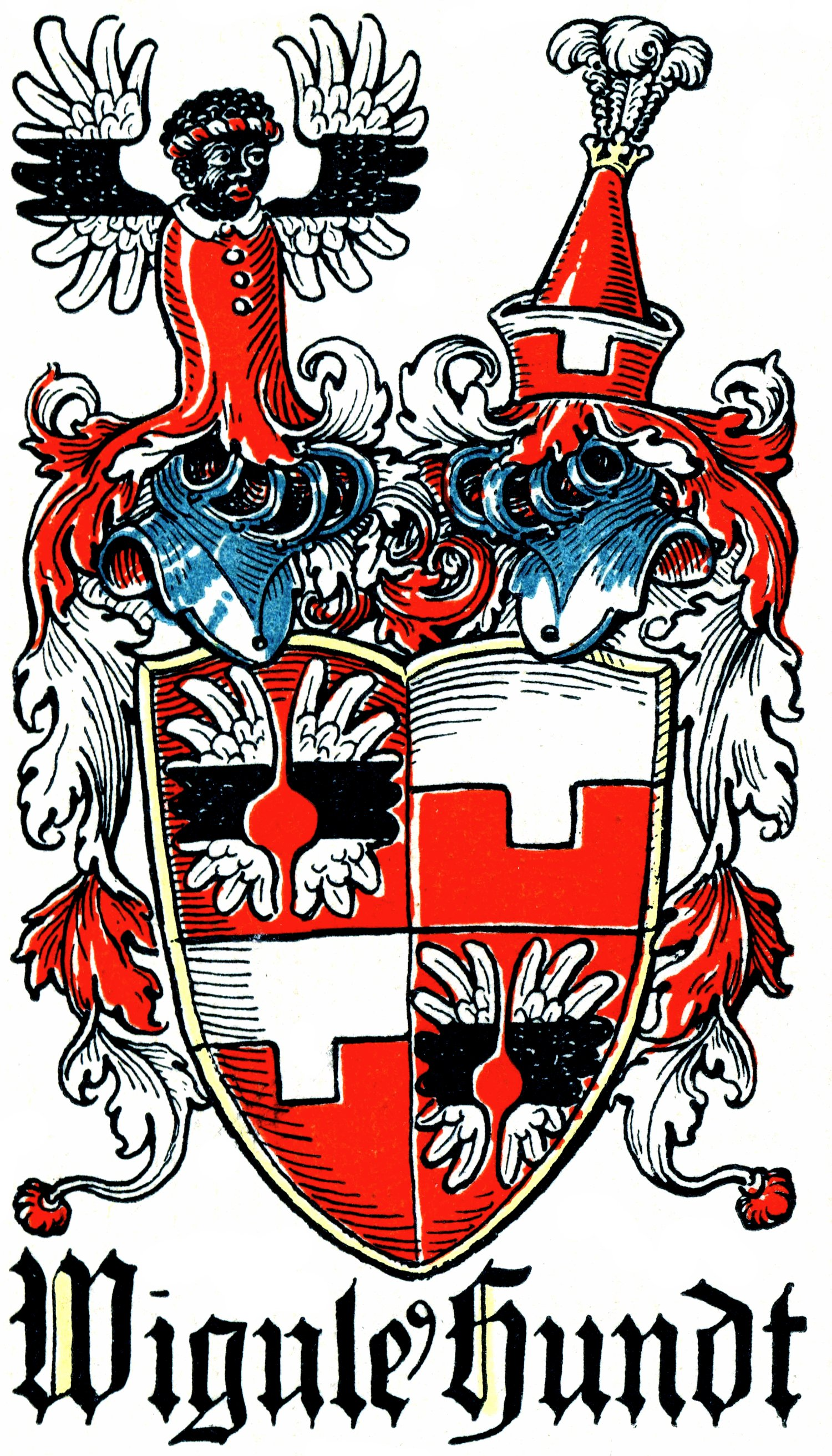
Wappengrafik von Otto Hupp im Münchener Kalender von 1934

Wiguleus Hund (auch Wiguläus Hundt, Wiguleus Hvnd o. ä.; * 26. Juli 1514 in Kaltenberg; † 28. Februar 1588 in München, Herzogtum Bayern), Doktor der Rechte, war ein bayerischer Rechtsgelehrter, Geschichtsschreiber und als Hofratspräsident ein bedeutender Berater der bayerischen Politik unter Herzog Albrecht V., Pfleger zu Dachau, Herr auf Sulzemoos, Lenting, Hasberg und Steinach.

## Leben
Wiguleus Hund entstammte dem landssässigen Adelsgeschlecht der Hundt zu Lautterbach. Nach dem Schulbesuch in Augsburg studierte er ab 1530 an der Universität Ingolstadt die Rechte. 1537 wurde er dort promoviert und übernahm eine Professur für Institutionenlehre. 1539 wurde er zum Rektor der Universität gewählt.
Hund fand 1567 oder 1575 während seiner Reisen als Geschichtsschreiber auf der Burg Prunn im Altmühltal eine Abschrift des Nibelungenliedes, den so genannten „Prunner Codex“, der zum Bestand der Bayerischen Staatsbibliothek gehört.
Hund war in erster Ehe mit Anna Kemper († 28. September 1553), in zweiter Ehe mit Anastasia von Frauenberg († 3. März 1569) – damit auch Schwager des Regensburger Bischofs Veit von Fraunberg – und in dritter Ehe mit Franziska Ursula Zimprechts von Pienzenau auf Kernnat und Chunigunden († 1602) verheiratet. Er hatte mit seiner zweiten Frau elf Nachkommen. 
Er starb 1588 und wurde in der Franziskanerkirche in München begraben. Als diese nach der Säkularisation abgerissen wurde, wurde der Grabstein in die Familiengruft des Schlosses Lauterbach gebracht.

## Hund als Staatsmann

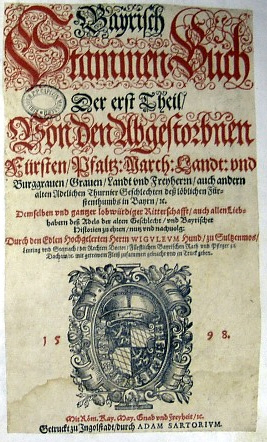
Wiguleus Hund: Bayrisch Stammen-Buch, Titelblatt eines Drucks von 1598

Unter der Regierung Wilhelm IV. von Bayern wurde Hund 1540 Mitglied des Hofrates in Nürnberg und 1541 Vertragsmann bei der Grenzregulierung mit Tirol. Er war Abgesandter des Herzogs bei dem Tage zu Ulm bei Kaiser Karl V. (30. März 1547) und Pfleger zu Menzing. Er begab sich 1548 mit Herzog Wilhelm IV. zum Reichstag zu Augsburg und wurde durch Kaiser Karl V. zum Assessor am Reichskammergericht zu Speyer (1548–1551) ernannt. Zunächst Beisitzer für den Bayerischen Reichskreis, übernahm er 1549 diese Funktion zudem für den Sächsischen Reichskreis.
Unter der Regierung Albrecht V. von Bayern war er 1551 Regierungskanzler zu Landshut und wurde 1552 nach München in den Hofratsdienst berufen. Hund war 1550 bis 1555 Verhandlungsführer über die Rückberufung der Jesuiten mit Petrus Canisius SJ. Von 1560 bis 1571 war Vertreter Bayerns auf den Kreistagen. 1556 war er maßgeblich an der Vorbereitung des Landsberger Bundes beteiligt.
Zur Belohnung der Verdienste um Kaiser und Reich ernannten ihn die kaiserlichen Dekrete dd. 30. Juni 1555, 22. April 1566 und 20. Oktober 1579 zum erblichen Hofpfalzgrafen. Am 19. Mai 1568 erhielt er von Kaiser Maximilian II. die goldene Gnadenkette.
Unter der Regierung Wilhelm V. von Bayern war er 1583 Gesandter beim Bischof von Eichstätt. 1583 trat er von der Stelle des Hofratspräsidenten zurück. Hund erhielt schließlich 1583 den Titel eines Geheimen Rates.

## Trivia
Im Münchner Stadtteil Pasing-Obermenzing ist eine Straße nach Wiguleus Hund benannt. Der Wiguläus-Hundt-Weg verbindet die Pippinger Straße mit dem Schloss Blutenburg.

## Werke
- Metropolis Salisburgensis, Ingolstadt, Sartorius 1582.
- Bayrisch Stammen-Buch I: Von den abgestorbnen Fürsten, Pfalz-, March-, Landt- und Burggrauen, Grauen, Landt- und Freyherrn, auch andern alten adelichen Thurnier-Geschlechten deß loeblichen Fürstenthumbs in Bayrn, Ingolstadt 1585 (Digitalisat der Ausgabe 1598 (Bd. I/II); Nachdruck: Neustadt a.d. Aisch 1999)
- Bayrisch Stammen-Buch II: Von den Fürsten, Grauen, Herren, auch andern alten adelichen bayrischen Geschlechten so die Thurnier besuchet und under dieselben gerechnet worden noch der Zeit im Leben, Ingolstadt 1586 (Nachdruck: Neustadt a.d. Aisch 1999)
- Bayrisch Stammen-Buch III, mit den Zusätzen des Archivars Libius (Nachdruck Neustadt a.d. Aisch 1999)